# Tour de Luxembourg 2013
La 73e édition du Tour de Luxembourg a eu lieu du 12 au 16 juin 2013. L'épreuve fait partie de l'UCI Europe Tour, dans la catégorie 2.HC.

## Présentation

### Équipes
Classé en catégorie 2.HC de l'UCI Europe Tour, le Tour de Luxembourg est par conséquent ouvert aux UCI ProTeams dans la limite de 70 % des équipes participantes, aux équipes continentales professionnelles, aux équipes continentales allemandes et à une équipe nationale luxembourgeoise.
| Nom de l'équipe    | Pays       | Code |
| ------------------ | ---------- | ---- |
| AG2R La Mondiale   | France     | ALM  |
| Blanco             | Pays-Bas   | BLA  |
| Euskaltel Euskadi  | Espagne    | EUS  |
| Katusha            | Russie     | KAT  |
| RadioShack-Leopard | Luxembourg | RLT  |
| Saxo-Tinkoff       | Danemark   | TST  |
| Vacansoleil-DCM    | Pays-Bas   | VCD  |

| Nom de l'équipe   | Pays       | Code |
| ----------------- | ---------- | ---- |
| Differdange-Losch | Luxembourg | CCD  |

| Nom de l'équipe           | Pays           | Code |
| ------------------------- | -------------- | ---- |
| Accent Jobs-Wanty         | Belgique       | AJW  |
| Cofidis                   | France         | COF  |
| Colombia                  | Colombie       | COL  |
| Europcar                  | France         | EUC  |
| IAM                       | Suisse         | IAM  |
| MTN-Qhubeka               | Afrique du Sud | MTN  |
| Sojasun                   | France         | SOJ  |
| Vini Fantini-Selle-Italia | Italie         | VIN  |

| Nom de l'équipe                | Pays       | Code |
| ------------------------------ | ---------- | ---- |
| Équipe nationale du Luxembourg | Luxembourg | LUX  |

## Étapes
| Étape     | Date    | Villes étapes             |  | Distance (km) | Vainqueur d’étape | Leader du classement général |
| --------- | ------- | ------------------------- |  | ------------- | ----------------- | ---------------------------- |
| Prologue  | 12 juin | Luxembourg - Luxembourg   |  | 2,5           | Jimmy Engoulvent  | Jimmy Engoulvent             |
| 1re étape | 13 juin | Luxembourg - Hautcharage  |  | 183,8         | Alexander Porsev  | Jimmy Engoulvent             |
| 2e étape  | 14 juin | Schifflange - Walferdange |  | 173,1         | Giacomo Nizzolo   | Jonathan Hivert              |
| 3e étape  | 15 juin | Eschweiler - Diekirch     |  | 178,8         | Giacomo Nizzolo   | Jonathan Hivert              |
| 4e étape  | 16 juin | Mersch - Luxembourg       |  | 143,6         | Bob Jungels       | Paul Martens                 |

## Déroulement de la course

### Prologue
|    | Coureur          | Équipe             |    | Temps      |
| -- | ---------------- | ------------------ | -- | ---------- |
| 1  | Jimmy Engoulvent | Sojasun            | en | 3 min 42 s |
| 2  | Danny van Poppel | Vacansoleil-DCM    | +  | 1 s        |
| 3  | Jonathan Hivert  | Sojasun            |    | 1 s        |
| 4  | Jempy Drucker    | Accent Jobs-Wanty  |    | 2 s        |
| 5  | Matthias Brändle | IAM                |    | 3 s        |
| 6  | Paul Martens     | Blanco             |    | 4 s        |
| 7  | Damien Gaudin    | Europcar           |    | 6 s        |
| 8  | Bob Jungels      | RadioShack-Leopard |    | 7 s        |
| 9  | Rémi Cusin       | IAM                |    | 7 s        |
| 10 | Marco Marcato    | Vacansoleil-DCM    |    | 7 s        |

|    | Coureur          | Équipe             |    | Temps      |
| -- | ---------------- | ------------------ | -- | ---------- |
| 1  | Jimmy Engoulvent | Sojasun            | en | 3 min 42 s |
| 2  | Danny van Poppel | Vacansoleil-DCM    | +  | 1 s        |
| 3  | Jonathan Hivert  | Sojasun            |    | 1 s        |
| 4  | Jempy Drucker    | Accent Jobs-Wanty  |    | 2 s        |
| 5  | Matthias Brändle | IAM                |    | 3 s        |
| 6  | Paul Martens     | Blanco             |    | 4 s        |
| 7  | Damien Gaudin    | Europcar           |    | 6 s        |
| 8  | Bob Jungels      | RadioShack-Leopard |    | 7 s        |
| 9  | Rémi Cusin       | IAM                |    | 7 s        |
| 10 | Marco Marcato    | Vacansoleil-DCM    |    | 7 s        |

### 1reétape
|    | Coureur            | Équipe                    |    | Temps           |
| -- | ------------------ | ------------------------- | -- | --------------- |
| 1  | Alexander Porsev   | Katusha                   | en | 4 h 40 min 50 s |
| 2  | Gerald Ciolek      | MTN-Qhubeka               | +  | m.t             |
| 3  | Juan José Lobato   | Euskaltel Euskadi         |    | m.t             |
| 4  | Yauheni Hutarovich | AG2R La Mondiale          |    | m.t             |
| 5  | Matteo Pelucchi    | IAM                       |    | m.t             |
| 6  | Danny van Poppel   | Vacansoleil-DCM           |    | m.t             |
| 7  | Edwin Ávila        | Colombia                  |    | m.t             |
| 8  | Rafael Andriato    | Vini Fantini-Selle Italia |    | m.t             |
| 9  | Jempy Drucker      | Accent Jobs-Wanty         |    | m.t             |
| 10 | Moreno Hofland     | Blanco                    |    | m.t             |

|    | Coureur          | Équipe             |    | Temps           |
| -- | ---------------- | ------------------ | -- | --------------- |
| 1  | Jimmy Engoulvent | Sojasun            | en | 4 h 44 min 32 s |
| 2  | Danny van Poppel | Vacansoleil-DCM    | +  | 1 s             |
| 3  | Jonathan Hivert  | Sojasun            |    | 1 s             |
| 4  | Jempy Drucker    | Accent Jobs-Wanty  |    | 2 s             |
| 5  | Matthias Brändle | IAM                |    | 3 s             |
| 6  | Paul Martens     | Blanco             |    | 4 s             |
| 7  | Damien Gaudin    | Europcar           |    | 6 s             |
| 8  | Bob Jungels      | RadioShack-Leopard |    | 7 s             |
| 9  | Rémi Cusin       | IAM                |    | 7 s             |
| 10 | Marco Marcato    | Vacansoleil-DCM    |    | 7 s             |

### 2eétape
|    | Coureur           | Équipe             |    | Temps           |
| -- | ----------------- | ------------------ | -- | --------------- |
| 1  | Giacomo Nizzolo   | RadioShack-Leopard | en | 4 h 10 min 24 s |
| 2  | Marko Kump        | Saxo-Tinkoff       | +  | m.t             |
| 3  | Paul Martens      | Blanco             |    | m.t             |
| 4  | Marco Marcato     | Vacansoleil-DCM    |    | m.t             |
| 5  | Manuel Belletti   | AG2R La Mondiale   |    | m.t             |
| 6  | Vincent Jérôme    | Europcar           |    | m.t             |
| 7  | Jonathan Hivert   | Sojasun            |    | m.t             |
| 8  | Alexey Tsatevitch | Katusha            |    | m.t             |
| 9  | Manuele Boaro     | Saxo-Tinkoff       |    | m.t             |
| 10 | Egoitz García     | Cofidis            |    | m.t             |

|    | Coureur           | Équipe             |    | Temps           |
| -- | ----------------- | ------------------ | -- | --------------- |
| 1  | Jonathan Hivert   | Sojasun            | en | 8 h 54 min 57 s |
| 2  | Matthias Brändle  | IAM                | +  | 2 s             |
| 3  | Paul Martens      | Blanco             |    | 3 s             |
| 4  | Damien Gaudin     | Europcar           |    | 5 s             |
| 5  | Bob Jungels       | RadioShack-Leopard |    | 6 s             |
| 6  | Marco Marcato     | Vacansoleil-DCM    |    | 6 s             |
| 7  | Robert Gesink     | Blanco             |    | 7 s             |
| 8  | Maarten Wynants   | Blanco             |    | 8 s             |
| 9  | Sébastien Hinault | IAM                |    | 9 s             |
| 10 | Jan Bakelants     | RadioShack-Leopard |    | 9 s             |

### 3eétape
|    | Coureur            | Équipe                    |    | Temps           |
| -- | ------------------ | ------------------------- | -- | --------------- |
| 1  | Giacomo Nizzolo    | RadioShack-Leopard        | en | 4 h 25 min 59 s |
| 2  | Alexey Tsatevitch  | Katusha                   | +  | m.t             |
| 3  | Pierpaolo De Negri | Vini Fantini-Selle Italia |    | m.t             |
| 4  | Paul Martens       | Blanco                    |    | m.t             |
| 5  | Marco Marcato      | Vacansoleil-DCM           |    | m.t             |
| 6  | Nico Sijmens       | Cofidis                   |    | m.t             |
| 7  | Egoitz García      | Cofidis                   |    | m.t             |
| 8  | Yukiya Arashiro    | Europcar                  |    | m.t             |
| 9  | Wout Poels         | Vacansoleil-DCM           |    | m.t             |
| 10 | Jonathan Hivert    | Sojasun                   |    | m.t             |

|    | Coureur          | Équipe             |    | Temps            |
| -- | ---------------- | ------------------ | -- | ---------------- |
| 1  | Jonathan Hivert  | Sojasun            | en | 13 h 20 min 56 s |
| 2  | Matthias Brändle | IAM                | +  | 2 s              |
| 3  | Paul Martens     | Blanco             |    | 3 s              |
| 4  | Damien Gaudin    | Europcar           |    | 5 s              |
| 5  | Bob Jungels      | RadioShack-Leopard |    | 6 s              |
| 6  | Marco Marcato    | Vacansoleil-DCM    |    | 6 s              |
| 7  | Robert Gesink    | Blanco             |    | 7 s              |
| 8  | Maarten Wynants  | Blanco             |    | 8 s              |
| 9  | Jan Bakelants    | RadioShack-Leopard |    | 9 s              |
| 10 | Julien El Fares  | Sojasun            |    | 11 s             |

### 4eétape
|    | Coureur          | Équipe             |    | Temps           |
| -- | ---------------- | ------------------ | -- | --------------- |
| 1  | Bob Jungels      | RadioShack-Leopard | en | 3 h 24 min 39 s |
| 2  | Paul Martens     | Blanco             | +  | m.t             |
| 3  | Jan Bakelants    | RadioShack-Leopard |    | m.t             |
| 4  | Jonathan Hivert  | Sojasun            |    | 7 s             |
| 5  | Matthias Brändle | IAM                |    | 7 s             |
| 6  | Jonathan Fumeaux | IAM                |    | 10 s            |
| 7  | Björn Leukemans  | Vacansoleil-DCM    |    | 12 s            |
| 8  | Vincent Jérôme   | Europcar           |    | 12 s            |
| 9  | Julien El Fares  | Sojasun            |    | 12 s            |
| 10 | Nico Sijmens     | Cofidis            |    | 12 s            |

|    | Coureur          | Équipe             |    | Temps            |
| -- | ---------------- | ------------------ | -- | ---------------- |
| 1  | Paul Martens     | Blanco             | en | 16 h 45 min 38 s |
| 2  | Jonathan Hivert  | Sojasun            | +  | 4 s              |
| 3  | Jan Bakelants    | RadioShack-Leopard |    | 6 s              |
| 4  | Matthias Brändle | IAM                |    | 6 s              |
| 5  | Bob Jungels      | RadioShack-Leopard |    | 13 s             |
| 6  | Marco Marcato    | Vacansoleil-DCM    |    | 15 s             |
| 7  | Julien El Fares  | Sojasun            |    | 20 s             |
| 8  | Jonathan Fumeaux | IAM                |    | 21 s             |
| 9  | Robert Gesink    | Blanco             |    | 21 s             |
| 10 | Nico Sijmens     | Cofidis            |    | 22 s             |

## Classements finals

### Classement général
|    | Cycliste         | Pays       | Équipe             |    | Temps            |
| -- | ---------------- | ---------- | ------------------ | -- | ---------------- |
| 1  | Paul Martens     | Allemagne  | Blanco             | en | 16 h 45 min 38 s |
| 2  | Jonathan Hivert  | France     | Sojasun            | +  | 4 s              |
| 3  | Jan Bakelants    | Belgique   | RadioShack-Leopard |    | 6 s              |
| 4  | Matthias Brändle | Autriche   | IAM                |    | 6 s              |
| 5  | Bob Jungels      | Luxembourg | RadioShack-Leopard |    | 13 s             |
| 6  | Marco Marcato    | Italie     | Vacansoleil-DCM    |    | 15 s             |
| 7  | Julien El Fares  | France     | Sojasun            |    | 20 s             |
| 8  | Jonathan Fumeaux | Suisse     | IAM                |    | 21 s             |
| 9  | Robert Gesink    | Pays-Bas   | Blanco             |    | 21 s             |
| 10 | Nico Sijmens     | Belgique   | Cofidis            |    | 22 s             |

### Classements annexes
|   | Cycliste        | Équipe             | Points |
| - | --------------- | ------------------ | ------ |
| 1 | Giacomo Nizzolo | RadioShack-Leopard | 40     |
| 2 | Paul Martens    | Blanco             | 40     |
| 3 | Bob Jungels     | RadioShack-Leopard | 20     |

|   | Cycliste       | Équipe       | Points |
| - | -------------- | ------------ | ------ |
| 1 | Björn Thurau   | Europcar     | 42     |
| 2 | Karsten Kroon  | Saxo-Tinkoff | 22     |
| 3 | Dúber Quintero | Colombia     | 21     |

|   | Cycliste         | Équipe             |    | Temps            |
| - | ---------------- | ------------------ | -- | ---------------- |
| 1 | Matthias Brändle | IAM                | en | 16 h 44 min 45 s |
| 2 | Bob Jungels      | RadioShack-Leopard | +  | 7 s              |
| 3 | Jonathan Fumeaux | IAM                |    | 15 s             |

|   | Équipe             | Pays       |    | Temps            |
| - | ------------------ | ---------- | -- | ---------------- |
| 1 | Blanco             | Pays-Bas   | en | 50 h 17 min 35 s |
| 2 | Vacansoleil-DCM    | Pays-Bas   | +  | 19 s             |
| 3 | RadioShack-Leopard | Luxembourg |    | 35 s             |

## Évolution des classements
| Étape              | Vainqueur          | Classement général | Classement par points | Classement de la montagne | Classement du meilleur jeune | Classement par équipes |
| ------------------ | ------------------ | ------------------ | --------------------- | ------------------------- | ---------------------------- | ---------------------- |
| P                  | Jimmy Engoulvent   | Jimmy Engoulvent   | Jimmy Engoulvent      | Jempy Drucker             | Danny van Poppel             | Sojasun                |
| 1                  | Alexander Porsev   | Jimmy Engoulvent   | Alexander Porsev      | Dúber Quintero            | Danny van Poppel             | Sojasun                |
| 2                  | Giacomo Nizzolo    | Jonathan Hivert    | Giacomo Nizzolo       | Mattia Pozzo              | Matthias Brändle             | IAM                    |
| 3                  | Giacomo Nizzolo    | Jonathan Hivert    | Giacomo Nizzolo       | Björn Thurau              | Matthias Brändle             | Blanco                 |
| 4                  | Bob Jungels        | Paul Martens       | Giacomo Nizzolo       | Björn Thurau              | Matthias Brändle             | Blanco                 |
| Classements finals | Classements finals | Paul Martens       | Giacomo Nizzolo       | Björn Thurau              | Matthias Brändle             | Blanco                 |

## Liste des participants
| Légende | Légende                                                                                                  | Légende | Légende                                                                                         |
| ------- | --- | ------- | ----------------------------------------------------------------------------------------------- |
| Num     | Dossard de départ porté par le coureur sur ce Tour du Luxembourg                                         | Pos     | Position finale au classement général                                                           |
|         | Indique le vainqueur du classement général                                                               |         | Indique le vainqueur du classement par points                                                   |
|         | Indique le vainqueur du classement de la montagne                                                        |         | Indique le vainqueur du classement du meilleur jeune                                            |
| #       | Indique la meilleure équipe                                                                              |         |                                                                                                 |
| NP      | Indique un coureur qui n'a pas pris le départ d'une étape, suivi du numéro de l'étape où il s'est retiré | AB      | Indique un coureur qui n'a pas terminé une étape, suivi du numéro de l'étape où il s'est retiré |
| HD      | Indique un coureur qui a terminé une étape hors des délais, suivi du numéro de l'étape                   | *       | Indique un coureur en lice pour le maillot blanc (coureurs nés après le 1er janvier 1988)       |

| RadioShack-Leopard RLT | RadioShack-Leopard RLT | RadioShack-Leopard RLT |
| ---------------------- | ---------------------- | ---------------------- |
| Num                    | Coureur                | Pos                    |
| 1                      | Jan Bakelants (BEL)    | 3e                     |
| 2                      | Laurent Didier (LUX)   | 51e                    |
| 3                      | Nélson Oliveira (POR)  | AB-4                   |
| 4                      | Danilo Hondo (GER)     | 31e                    |
| 5                      | Bob Jungels (LUX)      | 5e                     |
| 6                      | Benjamin King (USA)    | 63e                    |
| 7                      | Tiago Machado (POR)    | 28e                    |
| 8                      | Giacomo Nizzolo (ITA)  | 31e                    |

| Blanco BLA | Blanco BLA               | Blanco BLA |
| ---------- | ------------------------ | ---------- |
| Num        | Coureur                  | Pos        |
| 11         | Paul Martens (GER)       | 1er        |
| 12         | Robert Gesink (NED)      | 9e         |
| 14         | Dennis van Winden (NED)  | AB-4       |
| 15         | Moreno Hofland (NED)     | 54e        |
| 16         | Maarten Wynants (BEL)    | 18e        |
| 17         | Laurens ten Dam (NED)    | 16e        |
| 18         | Maarten Tjallingii (NED) | 79e        |

| Cofidis COF | Cofidis COF           | Cofidis COF |
| ----------- | --------------------- | ----------- |
| Num         | Coureur               | Pos         |
| 22          | Julien Fouchard (FRA) | AB-4        |
| 23          | Egoitz García (ESP)   | 20e         |
| 24          | Jan Ghyselinck (BEL)  | AB-4        |
| 25          | Gert Jõeäär (EST)     | AB-4        |
| 26          | Arnaud Labbe (FRA)    | 48e         |
| 27          | Nico Sijmens (BEL)    | 10e         |
| 28          | Romain Zingle (BEL)   | 29e         |

| Sojasun SOJ | Sojasun SOJ               | Sojasun SOJ |
| ----------- | ------------------------- | ----------- |
| Num         | Coureur                   | Pos         |
| 31          | Maxime Daniel (FRA)       | AB-4        |
| 32          | Jimmy Engoulvent (FRA)    | AB-4        |
| 33          | Jérémie Galland (FRA)     | 36e         |
| 34          | Jonathan Hivert (FRA)     | 2e          |
| 35          | Julien El Fares (FRA)     | 7e          |
| 36          | Rony Martias (FRA)        | AB-4        |
| 37          | Jean-Lou Paiani (FRA)     | AB-4        |
| 38          | Evaldas Šiškevičius (LTU) | AB-4        |

| Accent Jobs-Wanty AJW | Accent Jobs-Wanty AJW     | Accent Jobs-Wanty AJW |
| --------------------- | ------------------------- | --------------------- |
| Num                   | Coureur                   | Pos                   |
| 41                    | Davy Commeyne (BEL)       | 65e                   |
| 42                    | Tim De Troyer (BEL)       | AB-4                  |
| 43                    | Jempy Drucker (LUX)       | 26e                   |
| 44                    | Jérôme Gilbert (BEL)      | 75e                   |
| 45                    | Will Routley (CAN)        | 59e                   |
| 46                    | Staf Scheirlinckx (BEL)   | 80e                   |
| 47                    | Kévin Van Melsen (BEL)    | AB-3                  |
| 48                    | James Vanlandschoot (BEL) | 61e                   |

| Équipe nationale du Luxembourg LUX | Équipe nationale du Luxembourg LUX | Équipe nationale du Luxembourg LUX |
| ---------------------------------- | ---------------------------------- | ---------------------------------- |
| Num                                | Coureur                            | Pos                                |
| 51                                 | Alex Kirsch (LUX)                  | 49e                                |
| 52                                 | Pit Schlechter (LUX)               | AB-4                               |
| 53                                 | Tom Thill (LUX)                    | 44e                                |
| 54                                 | Joël Zangerlé (LUX)                | AB-3                               |
| 55                                 | Jérôme Theis (LUX)                 | AB-3                               |
| 56                                 | Ralph Diseviscourt (LUX)           | AB-4                               |
| 57                                 | Kevin Feiereisen (LUX)             | AB-4                               |
| 58                                 | Mike Diener (LUX)                  | AB-4                               |

| Vacansoleil-DCM VCD | Vacansoleil-DCM VCD    | Vacansoleil-DCM VCD |
| ------------------- | ---------------------- | ------------------- |
| Num                 | Coureur                | Pos                 |
| 61                  | Wout Poels (NED)       | 12e                 |
| 62                  | Thomas De Gendt (BEL)  | NP-3                |
| 63                  | Willem Wauters (BEL)   | AB-3                |
| 65                  | Björn Leukemans (BEL)  | 15e                 |
| 66                  | Marco Marcato (ITA)    | 6e                  |
| 67                  | Danny van Poppel (NED) | 41e                 |
| 68                  | Rafael Valls (ESP)     | AB-2                |

| Katusha KAT | Katusha KAT                  | Katusha KAT |
| ----------- | ---------------------------- | ----------- |
| Num         | Coureur                      | Pos         |
| 71          | Maxim Belkov (RUS)           | 51e         |
| 72          | Viatcheslav Kouznetsov (RUS) | AB-4        |
| 73          | Marco Haller (AUT)           | AB-4        |
| 74          | Mikhail Ignatiev (RUS)       | 50e         |
| 75          | Alexey Tsatevitch (RUS)      | 12e         |
| 76          | Timofey Kritskiy (RUS)       | AB-4        |
| 77          | Alexander Porsev (RUS)       | 84e         |
| 78          | Rüdiger Selig (GER)          | 74e         |

| Euskaltel Euskadi EUS | Euskaltel Euskadi EUS    | Euskaltel Euskadi EUS |
| --------------------- | ------------------------ | --------------------- |
| Num                   | Coureur                  | Pos                   |
| 81                    | Juan José Lobato (ESP)   | 40e                   |
| 82                    | Jon Aberasturi (ESP)     | 73e                   |
| 83                    | Pablo Urtasun (ESP)      | AB-4                  |
| 85                    | Rubén Pérez Moreno (ESP) | 35e                   |
| 86                    | Steffen Radochla (GER)   | AB-4                  |
| 87                    | André Schulze (GER)      | AB-1                  |
| 88                    | Ioánnis Tamourídis (GRE) | 62e                   |

| Saxo-Tinkoff TST | Saxo-Tinkoff TST           | Saxo-Tinkoff TST |
| ---------------- | -------------------------- | ---------------- |
| Num              | Coureur                    | Pos              |
| 91               | Bruno Pires (POR)          | AB-4             |
| 92               | Chris Anker Sørensen (DEN) | 22e              |
| 93               | Mads Christensen (DEN)     | AB-3             |
| 94               | Manuele Boaro (ITA)        | 14e              |
| 95               | Marko Kump (SLO)           | 53e              |
| 96               | Karsten Kroon (NED)        | 30e              |
| 97               | Timothy Duggan (USA)       | 78e              |

| Europcar EUC | Europcar EUC           | Europcar EUC |
| ------------ | ---------------------- | ------------ |
| Num          | Coureur                | Pos          |
| 101          | Yukiya Arashiro (JPN)  | 24e          |
| 102          | Damien Gaudin (FRA)    | 11e          |
| 103          | Björn Thurau (GER)     | 58e          |
| 104          | Vincent Jérôme (FRA)   | 13e          |
| 105          | Alexandre Pichot (FRA) | 68e          |
| 106          | Perrig Quéméneur (FRA) | AB-4         |
| 107          | Angélo Tulik (FRA)     | 46e          |
| 108          | Sébastien Turgot (FRA) | 64e          |

| Vini Fantini-Selle Italia VIN | Vini Fantini-Selle Italia VIN | Vini Fantini-Selle Italia VIN |
| ----------------------------- | ----------------------------- | ----------------------------- |
| Num                           | Coureur                       | Pos                           |
| 111                           | Rafael Andriato (BRA)         | 45e                           |
| 112                           | Ramón Carretero (PAN)         | AB-2                          |
| 113                           | Pierpaolo De Negri (ITA)      | 17e                           |
| 115                           | Kevin Hulsmans (BEL)          | AB-4                          |
| 116                           | Luigi Miletta (ITA)           | 66e                           |
| 117                           | Mattia Pozzo (ITA)            | AB-4                          |
| 118                           | Stefano Borchi (ITA)          | 33e                           |

| Differdange-Losch CCD | Differdange-Losch CCD    | Differdange-Losch CCD |
| --------------------- | ------------------------ | --------------------- |
| Num                   | Coureur                  | Pos                   |
| 121                   | Johan Coenen (BEL)       | 27e                   |
| 122                   | Sascha Weber (GER)       | AB-4                  |
| 123                   | Sjef De Wilde (BEL)      | AB-4                  |
| 124                   | César Bihel (FRA)        | 47e                   |
| 125                   | Salvador Guardiola (ESP) | AB-3                  |
| 126                   | Christian Helmig (LUX)   | 70e                   |
| 127                   | Gediminas Kaupas (LTU)   | AB-4                  |
| 128                   | Jānis Dakteris (LAT)     | 81e                   |

| Colombia COL | Colombia COL              | Colombia COL |
| ------------ | ------------------------- | ------------ |
| Num          | Coureur                   | Pos          |
| 131          | Juan Esteban Arango (COL) | 72e          |
| 132          | Edwin Ávila (COL)         | 32e          |
| 133          | Marco Corti (ITA)         | 71e          |
| 134          | Leonardo Duque (COL)      | 37e          |
| 135          | Jarlinson Pantano (COL)   | AB-3         |
| 136          | Dúber Quintero (COL)      | 85e          |
| 137          | Carlos Quintero (COL)     | 25e          |
| 138          | Juan Pablo Valencia (COL) | 83e          |

| IAM | IAM                     | IAM  |
| --- | ----------------------- | ---- |
| Num | Coureur                 | Pos  |
| 141 | Matthias Brändle (AUT)  | 4e   |
| 142 | Rémi Cusin (FRA)        | AB-4 |
| 143 | Jonathan Fumeaux (SUI)  | 8e   |
| 144 | Sébastien Hinault (FRA) | 38e  |
| 145 | Dominic Klemme (GER)    | 69e  |
| 146 | Pirmin Lang (SUI)       | 39e  |
| 147 | Matteo Pelucchi (ITA)   | AB-4 |
| 148 | Patrick Schelling (SUI) | 42e  |

| MTN-Qhubeka MTN | MTN-Qhubeka MTN                  | MTN-Qhubeka MTN |
| --------------- | -------------------------------- | --------------- |
| Num             | Coureur                          | Pos             |
| 151             | Gerald Ciolek (GER)              | AB-4            |
| 152             | Jacobus Venter (RSA)             | 43e             |
| 153             | Ignatas Konovalovas (LTU)        | AB-4            |
| 154             | Sergio Pardilla (ESP)            | 21e             |
| 155             | Martin Reimer (GER)              | 52e             |
| 156             | Andreas Stauff (GER)             | AB-4            |
| 157             | Jay Robert Thomson (RSA)         | 82e             |
| 158             | Jacques Janse van Rensburg (RSA) | 77e             |

| AG2R La Mondiale ALM | AG2R La Mondiale ALM     | AG2R La Mondiale ALM |
| -------------------- | ------------------------ | -------------------- |
| Num                  | Coureur                  | Pos                  |
| 161                  | Gediminas Bagdonas (LTU) | 56e                  |
| 162                  | Manuel Belletti (ITA)    | AB-4                 |
| 163                  | Davide Appollonio (ITA)  | 67e                  |
| 164                  | Steve Chainel (FRA)      | AB-3                 |
| 165                  | Ben Gastauer (LUX)       | 23e                  |
| 166                  | Yauheni Hutarovich (BLR) | 60e                  |
| 167                  | Valentin Iglinskiy (KAZ) | 57e                  |
| 168                  | Julian Kern (GER)        | 76e                  |